# Dolichovespula saxonica
Espèce
Dolichovespula saxonica ou guêpe saxonne est l’espèce la plus commune de son genre, Dolichovespula.

## Mode de vie
Contrairement à la guêpe commune ou germanique, elle est pacifique envers l’homme même à l’approche de son nid qu’elle construit pourtant bien en vue. Beaucoup de nids n’arrivent pas à se développer, mais ceux qui y réussissent prennent une forme oblongue caractéristique. La guêpe saxonne est présente presque partout en Europe. Elle y est active de mai à septembre.

## Description
La saillie frontale débordant sur les yeux est noire sur le haut. L’échancrure de l’œil est marquée seulement d’une étroite bande jaune en bas. Les tempes sont soulignées de deux petites taches jaunes en haut et en bas du pourtour de chaque œil. La reine mesure de 15 à 18 mm, l’ouvrière de 11 à 14 et le mâle de 13 à 15.

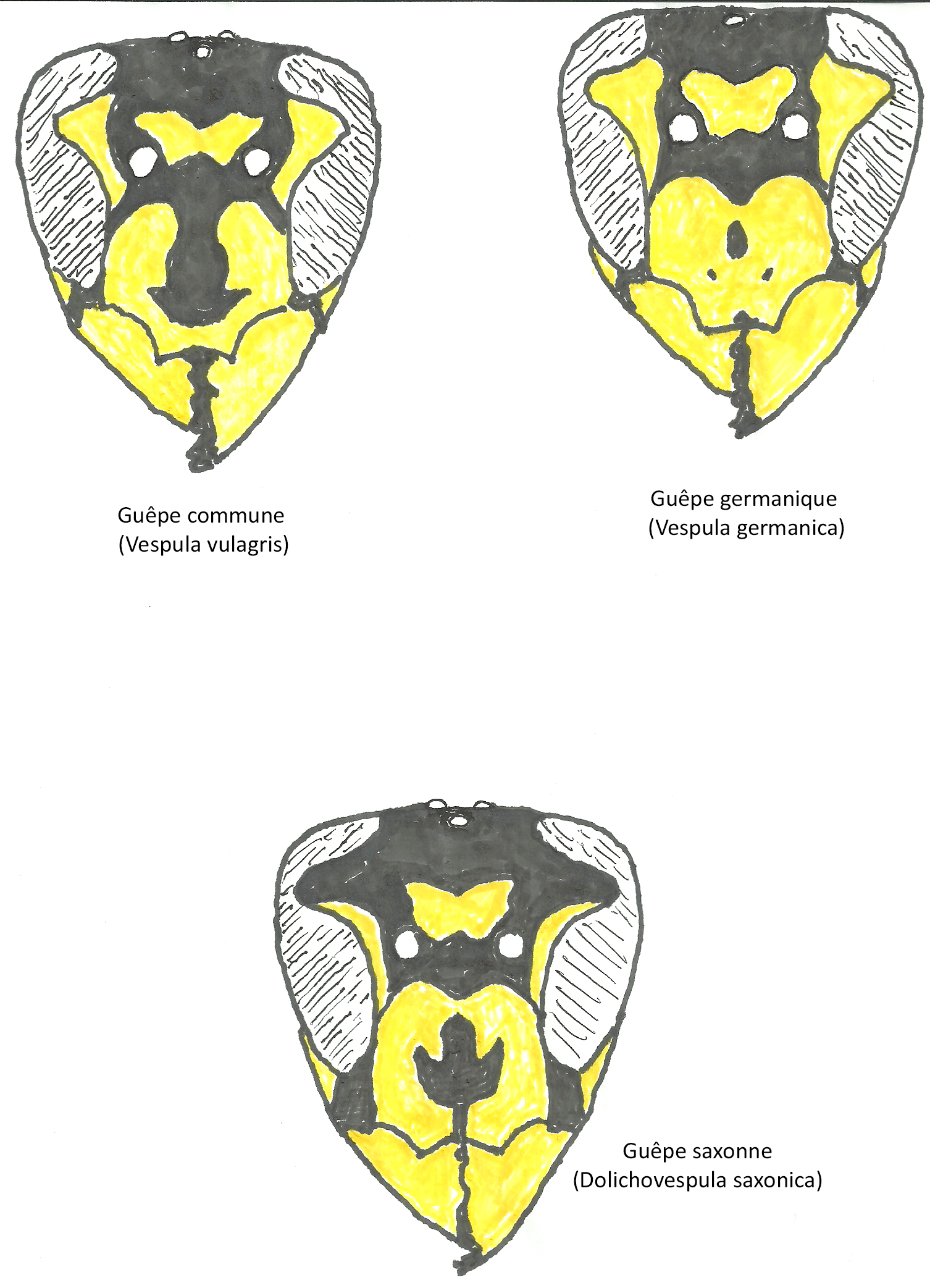
Détails des têtes des trois espèces les plus communes en Europe du Nord (d'après Belleman, Guide Abeilles, Delachaux).

## Ennemis
- Dolichovespula adulterina, à la manière du coucou, pond ses œufs dans le nid de la guêpe saxonne après en avoir tué la reine. Les ouvrières orphelines élèveront leurs nouveaux hôtes.
- Confondue avec d’autres guêpes, ses nids sont souvent détruits à tort.

## Galerie de photos

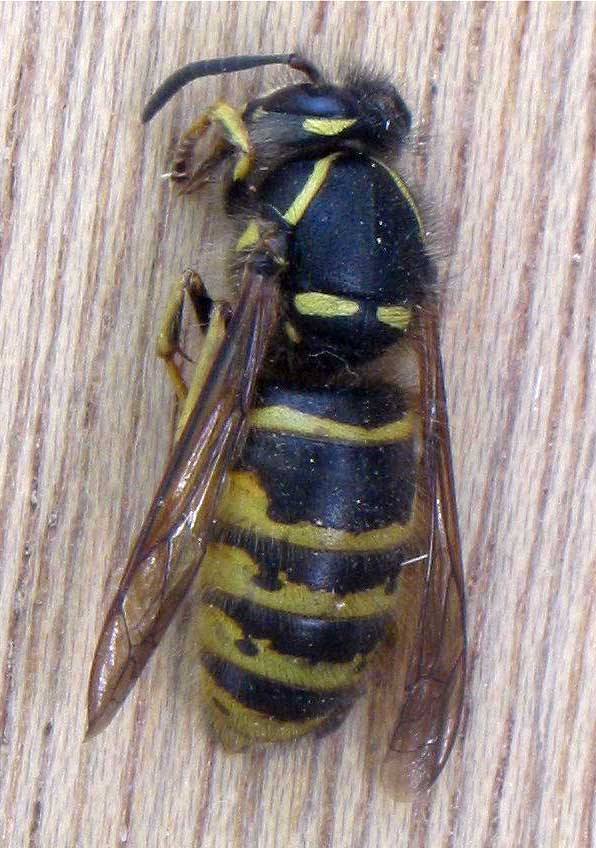
Guêpe saxonne
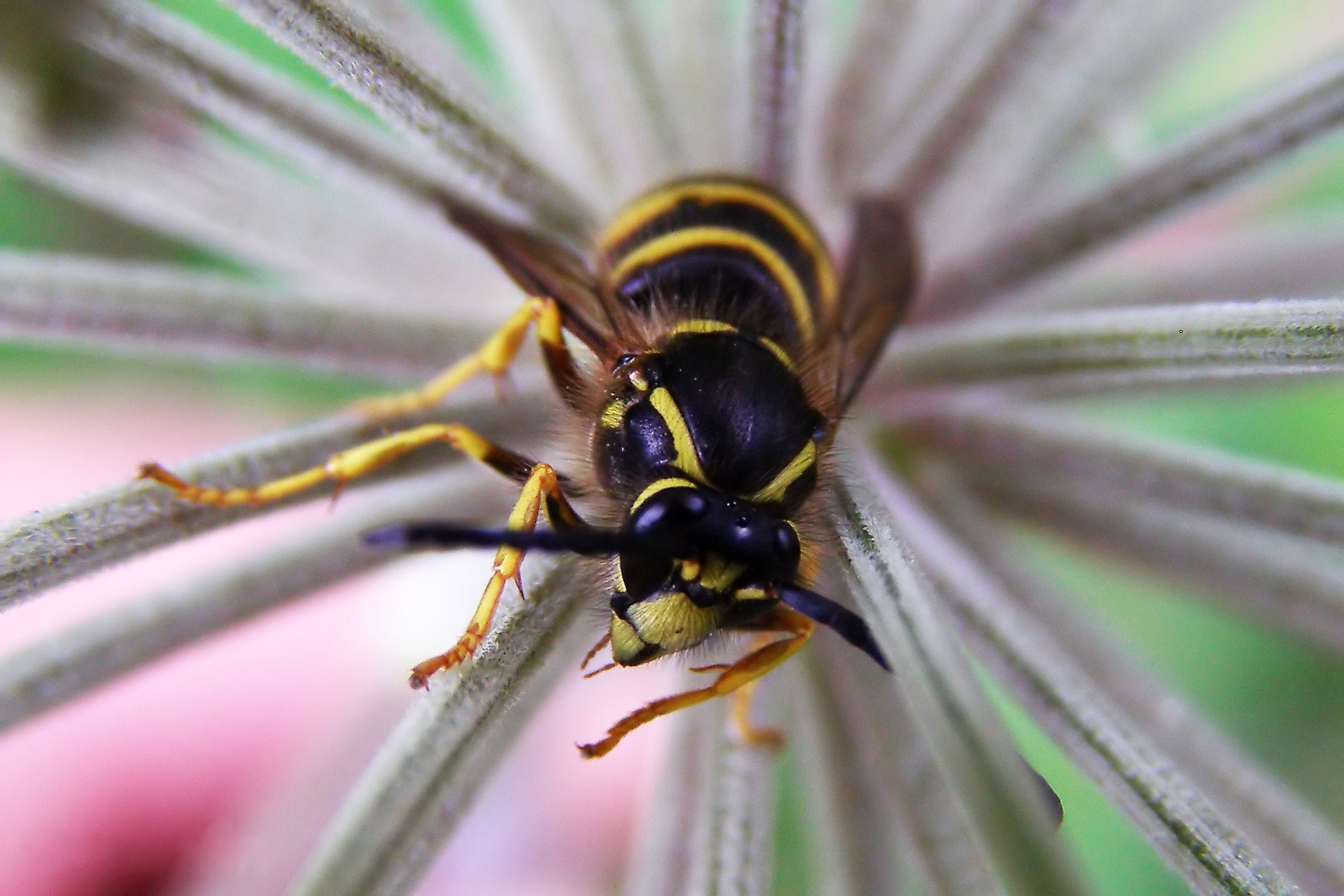
Ouvrière
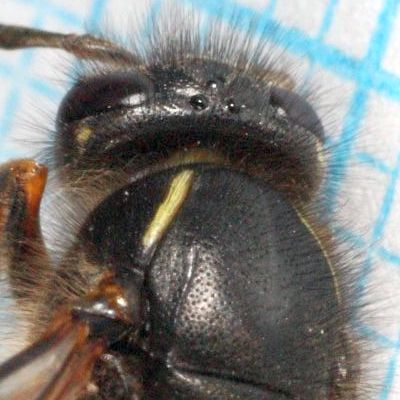
Détail sur le thorax et ses 2 bandes jaunes
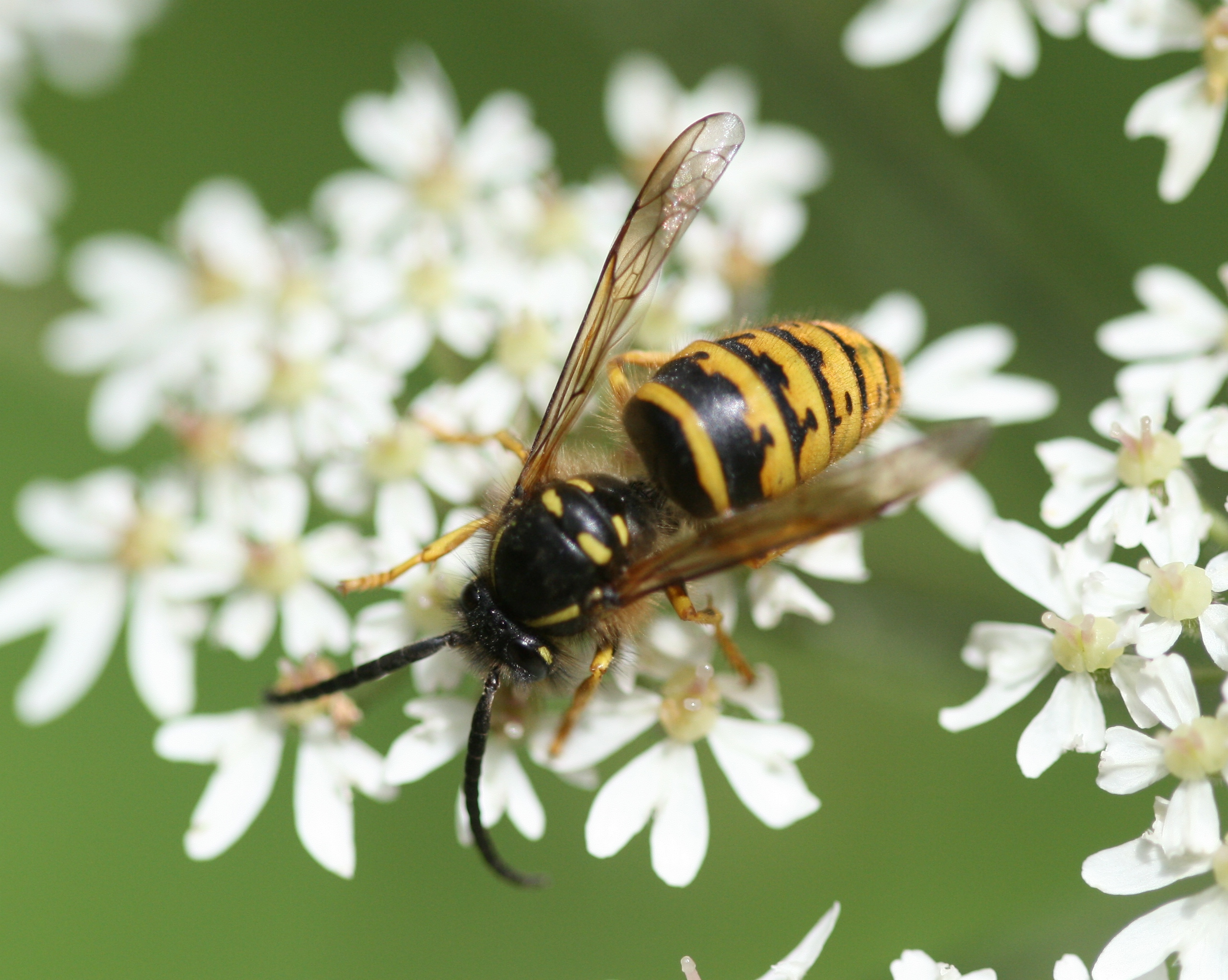
Mâle posé sur une fleur
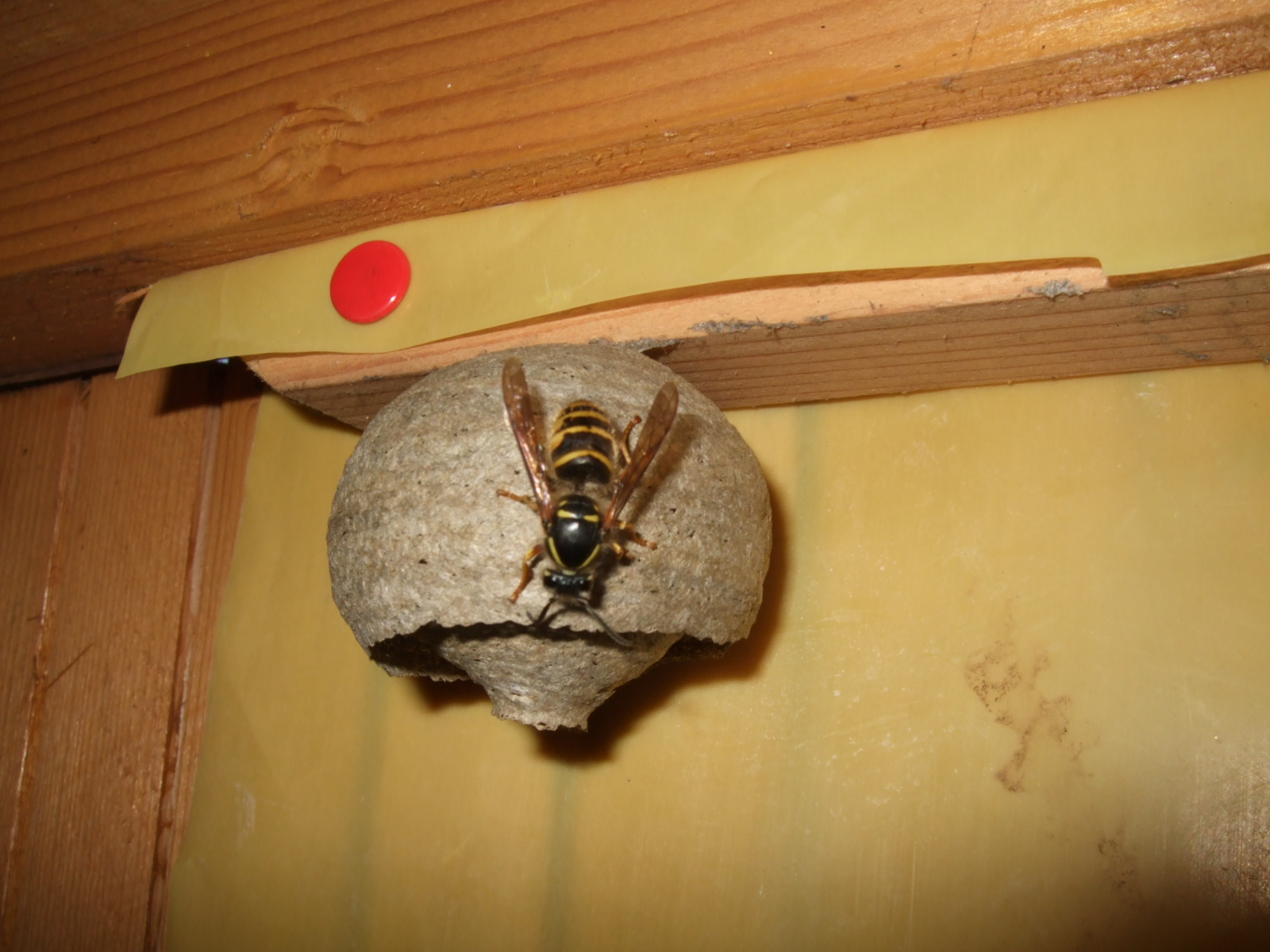
Reine sur son nid de 4 jours
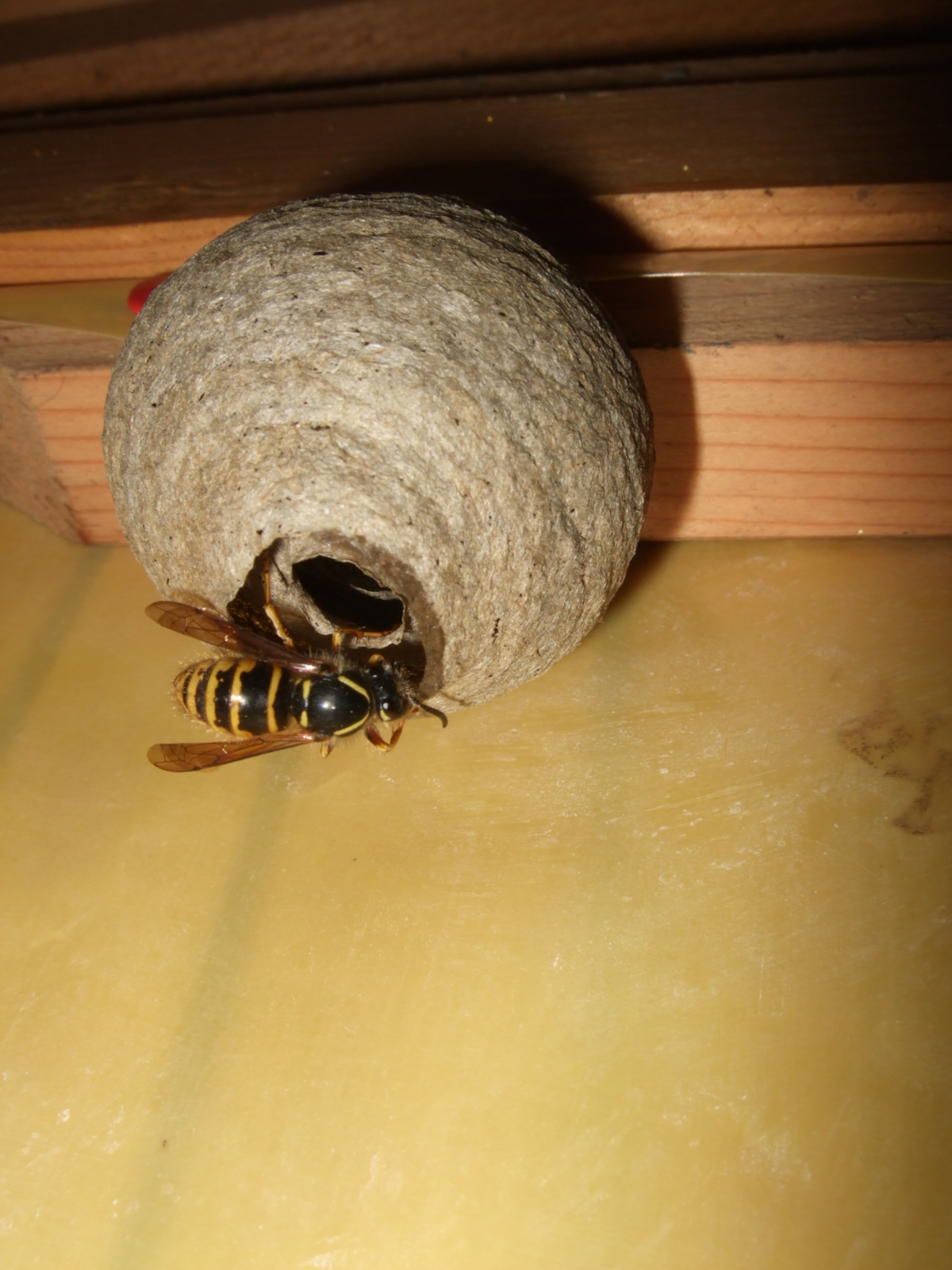
Ébauche de nid vue par le bas
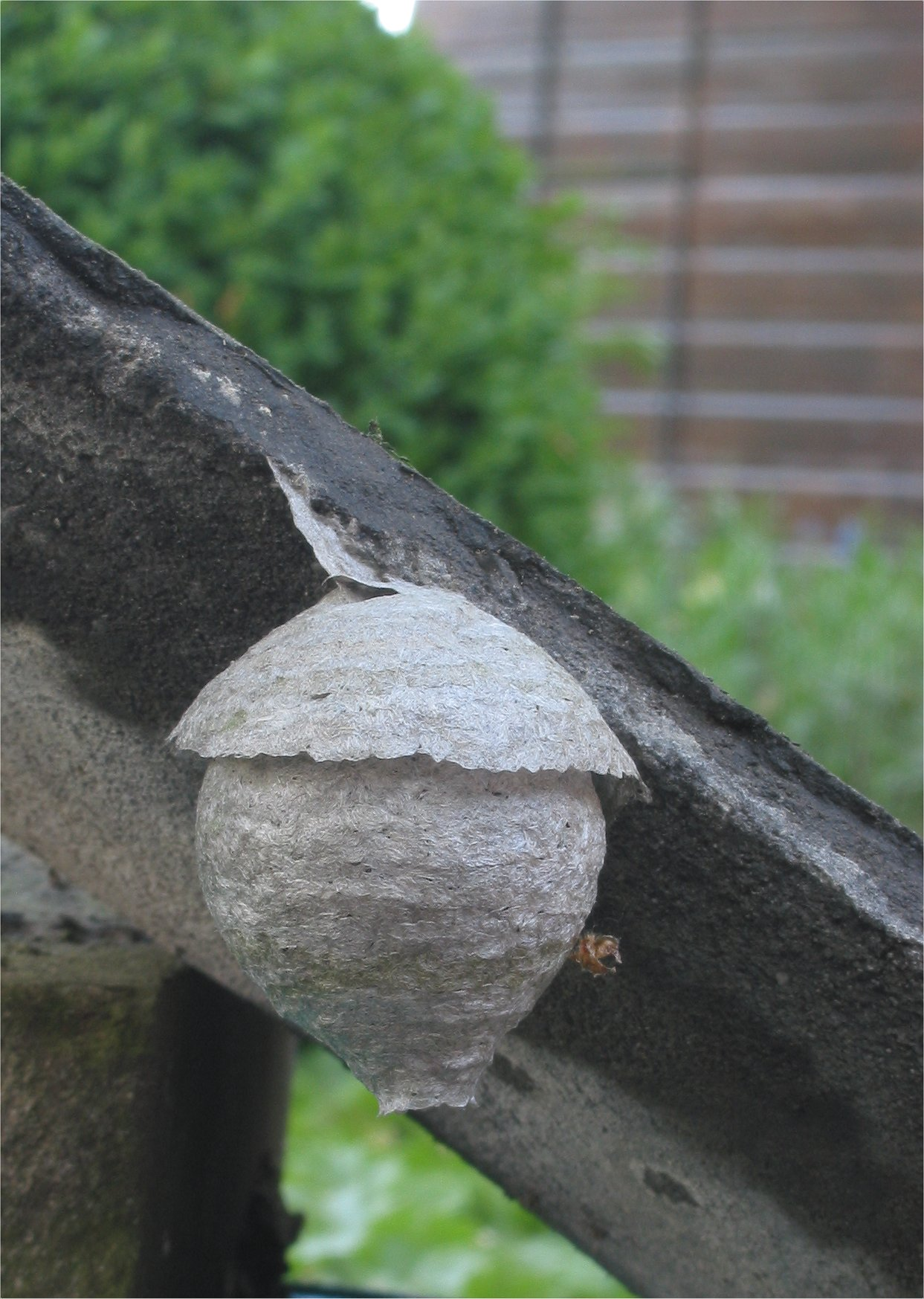
Ébauche de nid en milieu urbain